# 阿萨姆施塔特
阿萨姆施塔特是德国巴登-符腾堡州的一个市镇。总面积17.20平方公里，总人口2109人，其中男性1046人，女性1063人（2011年12月31日），人口密度123人/平方公里。